# Jan Želivský
Jan Želivský (1380 – Praga, 9 marzo 1422) è stato un presbitero ceco, rappresentante radicale della Riforma hussita.

## Biografia
Inizialmente monaco premonstratense, fino al 1418 fu superiore del monastero di Želiv, in Boemia Meridionale. Nel 1418 si trasferì a Praga nella Città Nuova, dove tenne le sue prediche prima nella chiesa di Santo Stefano e poi, a partire dal 1419, nella chiesa della Vergine della neve. I suoi discorsi radicali ottennero un ampio consenso soprattutto negli strati più poveri e ben presto divenne un capo-popolo.
Il 30 luglio 1419 guidò la processione hussita che sfociò nella prima defenestrazione di Praga, episodio che scatenò la crociata contro gli hussiti. A partire dal 1420, forte del sostegno popolare, consolidò sempre più il proprio potere e con il sinodo hussita del 4 luglio 1420 riuscì a farsi assegnare il controllo assoluto di Praga, che esercitò con estrema durezza, provocando l'inizio di un movimento di opposizione nei suoi confronti.
Fu fatto arrestare e decapitare dal governo cittadino di Praga il 9 marzo 1422, durante la guerra civile tra le diverse fazioni hussite.